# أبو الزلف
أبو الزلف  هو من أنواع الزجل أي الشعر الغنائي التراثي الشعبي المنتشر التي له مكانة مرموقة في الغناء الشعبي الشامي. ويردده العامة في كل مناسبة مثل الفرح والسمر والأنس.

## أصل التسمية
1. ام الزلف هي الها عشتار وتعني ام الجمال واستمرت بالنقل وفقدت المعنى الاصلي ويقال أيضا
الذّلف هو صغر الأنف واستواء الأرنبة كما ورد في الصحاح والذلفاء هي الحسناء الجميلة وأبو الذلف هو الشاب الوسيم، ويقال أن هذه الأغنية ظهرت على قبور البرامكة، بلسان جواريهم اللائي كن يندبنهم، بعد أن نكبهم الخليفة هارون الرشيد. وكانت دنانير أوفى جواريهم إذ آلت على نفسها الا تغني أمام هارون الرشيد بعد مقتل سيدها يحي بن خالد البرمكي، وأقامت على الوفاء لمولاها إلى أن ماتت. 
```
وكانت هذه التأوهات تعكس الانزعاج الذي كان يسببه كونهم مواطنين من الدرجة الثانية في الامبراطورية العثمانية.
```

2. ام الزلف هي الاسم الذي كان يطلق على الالهة عشتار ربة الخصب والجمال والحرب لدى السوريين القدماء والتي يعتمد عليها التقويم السوري المرتبط بأساطير الخصب المنبثقة من أحوال الطبيعة وتعاقب الفصول. و«الزلف» هي كلمة سريانية تدل على الاشياء التي تحمل مفهوم الجمال (الثوب الموشى...الزينة...الجمال). اما كلمة «موليا» فتعني بالسريانية الخصب..الوفرة..الامتلاء..الإشباع..وكلها على صلة بمكانة عشتار لدى السوريين.
وكان السوريون يحتفلون برأس السنة السورية في الأول من نيسان هو بداية الربيع وشهر الزهر وتجدد الحياة واخضرار الطبيعة حيث يغنون لألهتهم عشتار التي تنزل في هذا الموعد من كل عام إلى العالم السفلي لإنقاذ الإله تموز، ليعم الخير بقيامته من الموت حيث ترتدي عشتار بهذه المناسبة ثوباً موشى «زلف» بالثمار والفاكهة فرحا بذلك...

## أسلوبها
يأتي «أبو الزلف» على وزن المزدوج الذي يتألف من 13 مقطع صوتي – 7 حركات في الشطر الأول و6 حركات في الشطر الثاني، وطريقته: مطلع ودور، أما المطلع فيتألف من بيتين يكون البيت الأول فيه: «هيهات يا بو الزلف عيني يا موليا» ويكون صدر البيت الثاني حر القافية ويعود عجزه إلى قافية البيت الأول. أما الدور يتألف من أربعة أبيات قوافي صدورها واحدة قوافي اعجازها واحدة ما عدا الشطر الأخير إذ يعود إلى قافية المطلع. 